# D.I.E.
DIE（ダイ、本名：野澤 大二郎【のざわ だいじろう】1964年2月15日 - ）は、東京都出身のキーボーディスト、スタジオ・ミュージシャン。北区立赤羽台東小学校、北区立赤羽台中学校、東京都立板橋高等学校、学習院大学出身。

## 来歴
hideのソロ活動初期からのサポート・メンバー。後に「hide with Spread Beaver」のメンバーとして活動。同バンドのメンバー、CHIROLYNと共に、通常のサポートメンバーの枠を超えて色々な意味で暴れ「珍獣」や「怪人」と呼ばれた。
1994年から1998年までGLAYのサポート・メンバー+コーラスとして活動。1996年秋頃、頭髪をモヒカンにして、数あるサポートメンバーの中でも際立つ存在になる。
DER ZIBETのサポート・メンバーとしても活動。ライブだけでなく、アルバム『HOMO DEMENS』（1990年）全曲で演奏に参加。その際、かなり自由にやらせてもらえたことがその後の活動のきっかけになったと述懐。アルバム『POP MANIA』（1994年）収録「ぜんまい仕掛けのピエロ」では演奏だけでなく作曲も関わっている。
2002年から2004年までLOOPUSに参加。「二枚舌」、PATA・真矢らと共に相川七瀬のバックバンド、久松史奈のサポート・メンバーで活動。
2006年10月にミュージシャン名を「D.I.E.」から「DIE」へ改名。
2007年5月19日、YOKOHAMA 7th Avenueでのライブを以て、PATA率いるRa:INの正式メンバー入り。

## エピソード
1996年9月8日に千葉マリンスタジアムで行われたhideのライブの最中ステージから飛び降りた際、左足踵を骨折。そのため同年開催『hide solo tour 1996-PSYENCE A GO GO』はギプスをして参加。その時のギプスはツアーファイナルの仙台公演の際に客席に投げている（骨折時の映像は全国のライブ会場で流され、後に発売されたビデオに収録）。hideからは「キィボードなのに、なぁぜか骨折」と、MCのネタにされていた。『hide solo tour 1996-PSYENCE A GO GO』にはD.I.E.のソロコーナーがあったが、その際カスタム車椅子に乗り自身楽曲『NATURAL BORN ONANIST』をティッシュペーパーを撒き散らしながら熱唱。このカスタム車椅子は火花が出る仕掛けがあったが、1996年9月28日金沢公演において車椅子を押していたhideの衣装が燃える珍事が起きる（D.I.E.は真後ろでhideが素になっていることに気付かずティッシュペーパーを撒き散らしていた）。
hideが他界した日はGLAYのツアーで三重にいた。訃報を聞いた後のライブだったため、自身にとって最も辛いステージだったと回想している。
2022年公開の映画『TELL ME ～hideと見た景色～』では、自身の役をお笑い芸人のくぼゆうきが演じる。
子供の頃（1970年代半ば）から、アンチ読売巨人軍で大の中日ドラゴンズファン。現在でも、首都圏で行われる中日ドラゴンズの試合には、ビジターにかかわらず年間を通し観戦。応援団と共に声を枯らすまで声援を送る。

## ディスコグラフィ

### シングル
1. Junk Harem（1999年3月17日）POCH-1771
2. TURIP BLUE（1999年9月1日）PODH-1496

### アルバム
1. SPEED BALL（1996年3月15日）EXBB-002
2. FRAGILE（1998年4月1日） POCH-1687）
3. FRAGYRO（1998年9月2日）POCH-1722
4. PROGRESSIVE（1999年10月14日）POCH-1850
5. ALIVE（2001年9月18日）

### VHS
1. フラジャイル特急（1999年2月3日）POVH-1073

## タイアップ
- Tulip Blue - NTV系｢とりあえずイイ感じ。｣エンディング・テーマ